# Montanapis
Montanapis là một chi nhện trong họ Anapidae.